# Мірзаані
Мірзаані (груз. მირზაანი) (колишнє Дзвелі Мірзаані) – селище (з 1945 року) в Дедоплісцкарському муніципалітеті Грузії. Розташоване на Іорському плоскогір’ї, в історичній місцевості Кізікі. Знаходиться на висоті 760 м над рівнем, на відстані 15 км від Дедоплісцкаро.  У селищі видобувається нафта.
Мірзаані належить до Херетської єпархії Грузинської церкви.

## Клімат
У Мірзаані помірно вологий субтропічний клімат, помірно холодний взимку та тривало теплий влітку. Середньорічна температура повітря 10,1°, у січні -1,5°, у серпні - 21,7°; абсолютний мінімум -26°, максимум – 35°. Річні опади – 650 мм.